# إدواردو ساستر
إدواردو ساستر (مواليد 22 سبتمبر 1910) هو مبارز بالسيف أرجنتيني، مثّل بلاده في الألعاب الأولمبية الصيفية 1952.

## روابط خارجية
إدواردو ساستر على موقع اللجنة الأولمبية الدولية (الإنجليزية)
- إدواردو ساستر على موقع أوليمبيديا (الإنجليزية)